# Amphicoma marginata
Amphicoma marginata är en skalbaggsart som beskrevs av Nikodym 2009. Amphicoma marginata ingår i släktet Amphicoma och familjen Glaphyridae. Inga underarter finns listade i Catalogue of Life.